# Zăbala
Zăbala (węg. Zabola) – wieś w Rumunii, w okręgu Covasna, w gminie Zăbala. W 2011 roku liczyła 3324 mieszkańców.